# Nivå Station
Nivå Station er en dansk jernbanestation i byen Nivå i Nordsjælland, beliggende ca. 30 km nord for København i Fredensborg Kommune. Stationen har tre perronspor og to perroner. I stationens sydlige ende er der en gangtunnel. Ved stationens vestlige side er der busstoppested og adgang til Nivå Centret.
Nivaagaards Malerisamling ligger på østsiden 10 minutters gang fra stationen.

## Antal rejsende
Ifølge Østtællingen var udviklingen i antallet af dagligt afrejsende: 
| År   | Antal | År   | Antal | År   | Antal | År   | Antal |
| ---- | ----- | ---- | ----- | ---- | ----- | ---- | ----- |
| 1984 | 1.737 | 1993 | 1.467 | 2000 | 1.564 | 2005 | 1.505 |
| 1987 | 1.626 | 1995 | 1.662 | 2001 | 1.494 | 2006 | 1.847 |
| 1990 | 1.559 | 1996 | 1.526 | 2002 | 1.493 | 2007 | 1.544 |
| 1991 | 1.487 | 1997 | 1.763 | 2003 | 1.476 | 2008 | 1.512 |
| 1992 | 1.514 | 1998 | 1.617 | 2004 | 1.758 |      |       |